# Saadia (Film)
Saadia ist ein US-amerikanischer Abenteuerfilm von Albert Lewin aus dem Jahr 1953 mit Mel Ferrer und Cornel Wilde in den Hauptrollen. Der Film spielt in Marokko und basiert auf einem Roman des französischen Schriftstellers Francis D’Autheville.

## Handlung
Henrik, ein französischer Arzt, der sich in einer abgelegenen Region Marokkos niedergelassen hat, ist mit dem lokalen Kaid Si Lahssen befreundet. Dieser stellt ihn den Bewohnern eines Dorfes vor, in dem noch alter Aberglaube herrscht, der von der „Hexe“ Fatima gepflegt wird. Einer der Dorfbewohner, Moha, bittet den Arzt, seine Tochter Saadia zu behandeln, die an einer undefinierbaren Krankheit leidet. Nachdem die junge Frau geheilt ist, stellt Henrik, der sich in sie verliebt hat, sie an seine Seite, damit sie ihm in der Krankenstation, in der er arbeitet, hilft. Doch dann überfällt eine Bande von Plünderern das Dorf. Der aufopferungsvollen Saadia gelingt es, den Anführer zu töten, bevor die französischen Truppen eintreffen, um die Ordnung wiederherzustellen. Der verletzte Si Lahssen wird von Henrik operiert, der entdeckt, dass der Kaïd ebenfalls in Saadia verliebt ist, die seine Liebe erwidert. Henrik beschließt, die schöne Marokkanerin aufzugeben.

## Produktion
Saadia wurde vollständig in Marokko gedreht und ist wahrscheinlich der erste Technicolor-Film, der vor Ort gedreht wurde. Der Kameramann Christopher Challis bezeichnete den Film als die schwierigste Produktion, an der er je gearbeitet hatte. Lewin hatte im Vorfeld der Produktion auf einer Reise durch Marokko die Schauplätze ausgesucht, doch in Unkenntnis der technischen Anforderungen der großen Dreistreifen-Kameraanlage erwiesen sich die Innenräume als zu klein. Lange Einstellungen waren daher nicht möglich. Zu den weiteren Exzentrizitäten gehörte, dass der Regisseur ein Pferd über 1.000 km zum Drehort transportieren ließ, dessen Schweif jedoch zu kurz war, so dass er im Ausland Nachbildungen anfertigen und an den Drehort schicken ließ.

## Einspielergebnisse
Nach Angaben von MGM hat der Film in den USA und Kanada 580.000 Dollar ein, anderswo 772.000 Dollar eingespielt, was für das Studio einen Verlust von 408.000 Dollar bedeutet.